# Peter Rauch (Handballspieler)
Peter Rauch (geboren am 28. Juni 1950) ist ein ehemaliger deutscher Handballspieler, Handballtrainer, Handballschiedsrichter und Handballfunktionär. 

## Spieler
Peter Rauch begann im Alter von zehn Jahren mit dem Handballspielen bei der TSG Schwerin-Lankow, die später im SV Post Schwerin aufging. Mit diesem Verein wurde er mit dem Nachwuchsteam im Jahr 1966 Vizemeister und 1967 DDR-Meister, auch war er Jugendnationalspieler. Von 1970 bis 1986 gehörte er der in der höchsten DDR-Spielklasse vertretenen Mannschaft des SV Post Schwerin an, für die er über 1000 Spiele absolvierte.

## Trainer
Nach seiner aktiven Zeit als Spieler führte er als Handballtrainer die Schweriner A-Jugendhandballer in die DDR-Juniorenliga.

## Schiedsrichter
Als Handballschiedsrichter war er mit Klaus-Peter Hopp erfolgreich. Er leitete Spiele in der in Handball-Oberliga und, nach 1990, in der Handball-Bundesliga.

## Funktionär
1989 wurde er Vorstandsvorsitzender der BSG Post Schwerin, später Präsident des SV Post Schwerin. Von 2008 bis 2013 gehörte er dem Präsidium der Handball-Bundesliga an, er war Vizepräsident 2. Bundesliga. Von 2014 bis 2022 war Peter Rauch Präsident des Handballverbandes Mecklenburg-Vorpommern.